# Battaglia di Durbe
La battaglia di Durbe (in lettone Durbes kauja, in lituano Durbės mūšis, in tedesco Schlacht an der Durbe) fu una battaglia medievale combattuta vicino a Durbe, 23 km a est di Liepāja, nell'attuale Lettonia durante la crociata livoniana. Il 13 luglio 1260, i samogiti sconfissero nettamente le forze congiunte dei Cavalieri Teutonici della Prussia e dell'Ordine livoniano dalla Livonia. A morire furono circa 150 cavalieri, tra cui il gran Maestro Burkhard von Hornhausen e il Landmarschall prussiano Henrik Botel. Si trattò di gran lunga della più disastrosa sconfitta rimediata dai cavalieri nel XIII secolo: nella seconda più grande, nella seconda disfatta più clamorosa, la battaglia di Aizkraukle, furono uccisi 71 cavalieri. La sconfitta fomentò la grande rivolta prussiana (terminata nel 1274) e le ribellioni dei semgalli (arresisi nel 1290), dei curi (1267) e degli osiliani (1261). La battaglia vanificò due decenni di conquiste operate dai livoniani e ci vollero circa trenta anni affinché l'Ordine riuscisse a ricontrollarle.

## Contesto storico

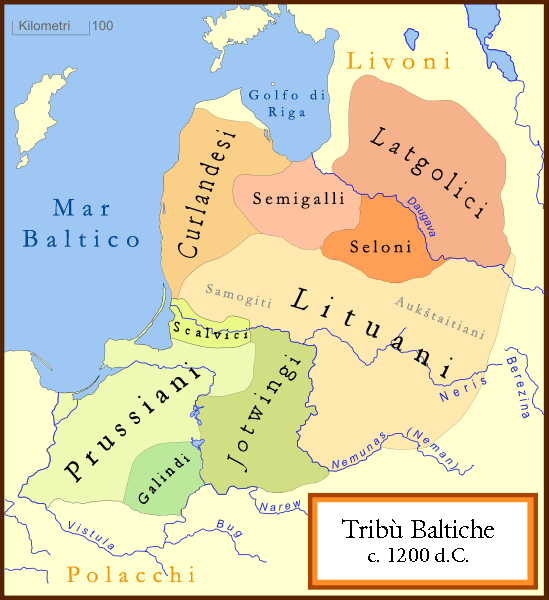
Le tribù baltiche nel 1200. I balti orientali sono in tonalità marroni, mentre i balti occidentali sono in verde. I confini sono approssimativi

L'Ordine di Livonia stava combattendo i samogizi sin dal 1253, quando Mindaugas fu incoronato re di Lituania e cedette alcune porzioni della Samogizia in favore dei cavalieri. I locali non accettarono il trasferimento e continuarono a combattere per preservare la propria autonomia. Per i livoniani, la Samogizia costituiva una regione strategicamente importante in quanto fungeva da confine con i teutonici e con i lituani. Dopo che i samogiti uccisero 12 cavalieri nella battaglia di Memel del 1257, accaduta vicino al castello di Memel (oggi Klaipėda) di recente costruzione, fu stipulata a Riga una tregua di due anni. Una volta terminata, i samogiti assalirono la Curlandia e si imposero sui cavalieri nella battaglia di Skuodas del 1259. Il successo incoraggiò i semgalli a ribellarsi agli occupanti, i quali, nella speranza di costruirvici una fortificazione difensiva e sradicare l'avamposto degli autoctoni, tentarono di acquisire Tērvete (Terwerten). Quando l'attacco fallì, costruirono una fortezza nelle vicine Dobele (Doblen) e Goergenburg (forse l'attuale Jurbarkas) in Samogizia. I semgalli attaccarono Dobele, ma, a causa del discutibile piano tattico messo in atto, subirono pesanti perdite. I samogiti, invece, non attaccarono direttamente Georgenburg come gli altri, preferendo costruire un accampamento nelle vicinanze che permettesse di tagliare i rifornimenti crociati in arrivo e infastidire gli occupanti nel castello con azioni di disturbo.

## Battaglia
Il Gran Maestro di Livonia Burkhard von Hornhausen allestì un grande esercito per una campagna contro i samogiti. Il 25 gennaio 1260, i cavalieri ricevettero una bolla pontificia emanata da Papa Alessandro IV che benediceva la crociata e, nello stesso periodo, conclusero un trattato di pace con Siemowit I di Masovia. Gli eserciti degli ordini teutonici e livoni e i loro alleati si incontrarono nel castello di Memel al fine di preparare un piano di aiuti per l'assediata Georgenburg. Avendo appreso che una grande armata stava muovendosi dalla Samogizia verso la Curlandia, i cavalieri decisero di marciare verso l'attuale Lettonia per fermarla. I due schieramenti si incontrarono sulla sponda meridionale del lago Durbe.
Tra le file dei cavalieri si aprirono accese discussioni. Ad esempio, i danesi dall'Estonia si rifiutarono di far spostare i loro cavalli pesantemente bardati su terreni paludosi. Quando iniziò la battaglia, i curi che assistevano i cristiani li abbandonarono al proprio destino quando seppero che questi non intendevano liberare alcun curo fatto prigioniero dai nemici. Peter von Duisburg fornisce persino notizia di alcune schermaglie tra coloro che si ritiravano e la retroguardia degli Ordini. Gli estoni e le altre popolazioni locali presero la stessa decisione e abbandonarono il campo di battaglia. Poiché gravemente scoperti, i cavalieri furono circondati e subirono pesanti perdite. A morire furono circa 150 cavalieri e un numero imprecisato di guerrieri non a cavallo al loro seguito.
La battaglia è descritta dettagliatamente nella cronaca rimata della Livonia: nessuna fonte contemporanea menziona chi fosse il capo dei samogiti. Solo Simon Grunau, nella sua cronaca scritta tra il 1517 e il 1526, parla di Treniota. Nel 1982, lo storico Edvardas Gudavičius pubblicò uno studio sostenendo che Treniota non era della Samogizia e non avrebbe potuto comandare quell'esercito. Inga Baranauskienė sostiene che a guidare i combattenti era Alminas, un'importante figura per i locali in quanto già aveva guidato i samogiti dal 1256 nelle varie incursioni in Curlandia e li aveva condotti alla vittoria nella battaglia di Skuodas.

## Conseguenze
Seguirono numerose ribellioni contro l'Ordine Teutonico in tutte le terre baltiche, inclusa la grande rivolta prussiana, che durò dal 1260 al 1274. La Semigallia si ribellò per un trentennio, mentre la Curlandia si arrese nel 1267. I curi, con l'ausilio dei samogiti, attaccarono i castelli teutonici a ovest del fiume Venta. Il 3 febbraio 1261, sulla via del ritorno, le popolazioni autoctone sconfissero di nuovo i cavalieri vicino a Lielvārde (Lennenwarden), uccidendo 10 cavalieri di alto rango. La ribellione osiliana fu soppressa nel 1261. Queste battaglie vanificarono una ventina di anni di conquista e ci vollero una trentina di anni affinché l'Ordine di Livonia ripristinasse la sua supremazia.
All'indomani della sconfitta, si presume che il duca Treniota abbia convinto suo zio Mindaugas, re di Lituania, a rinnegare la conversione al cristianesimo e rompere la pace con l'Ordine Teutonico. Treniota organizzò una serie di campagne militari in Livonia e riscosse grande successo tra i lituani. Nel 1263, assassinò Mindaugas in complicità con Daumantas di Pskov e usurpò il trono lituano, ripristinando i culti pagani. La conseguente instabilità interna impedì al Granducato di Lituania di sfruttare appieno la debolezza degli Ordini, impegnati unicamente nel sedare i focolai di rivoltosi: i crociati non costituirono un serio pericolo per la Lituania fino al 1283, stando alla data riportata da Pietro di Duisburg. Tra i vantaggi che scaturirono dalla battaglia, al di là delle fragilità politiche, emerse la consapevolezza che, con uno stato forte e in grado di unire differenti etnie, si potessero sconfiggere gli avversari e competere con essi su vasta scala.